# 台灣論
《台灣論：新傲骨精神宣言》（日语：新ゴーマニズム宣言スペシャル・台湾論）是日本漫畫家小林善紀的漫畫作品，為小林所著漫畫《傲骨宣言》系列作品之一，於2000年11月在日本以原文日文出版，於2001年2月在台灣以中文出版。作者試圖以台灣這個在東亞仇日風潮中的特例來說明戰前日本以及愛國主義的偉大，但由於其取材角度的偏頗而引發波瀾。中華民國政府還曾一度拒絕小林善紀入境。小林也把這些對他的反應畫在後續的漫畫作品裡。有一群以台灣社會研究雜誌社的陳光興、李朝津為首的跨國學者以《台灣論》引出的問題討論編輯了一本書《反思〈台灣論〉：台日批判圈的內部對話》。

## 爭議觀點
- 作者引述奇美董事長許文龍和偉詮科技董事長蔡焜燦說辭，指慰安婦均為自願參加，根本不可能強迫前往，而且有穩定的收入，加上有嚴格的衛生管理，對她們再好不過，甚至還說能成為慰安婦，對這些婦女而言反而是出人頭地。

- 作者認為前台灣總統李登輝具有日本遺落許久的武士道精神，台灣人更有根深柢固的「日本精神」。其中與李登輝訪談那篇爆料出李登輝的內心世界與親日思想。

## 台灣各界評價
本書中文版在台灣出版後評價兩極，並因其內容的爭議性一度相當受到社會大眾的關注。如前新黨立委馮滬祥曾焚書表示抗议。

## 出版書籍
《新・傲骨宣言SPECIAL 台灣論》
- 原文版：2000年10月6日、ISBN 978-4-09-389051-X 小學館
- 中文版：2001年2月1日、ISBN 978-957-801-279-9 前衛出版社

### 續集
（該書是小林善紀新傲骨宣言系列第十集）
- 《新・傲骨宣言〈10〉》2001年7月、ISBN 978-4-09-389010-2 小學館
- 《第二波台灣論》2001年12月5日、ISBN 978-957-801-332-9 前衛出版社

### 相關書籍
- 2001年5月1日因應「台灣論事件」，由前衛出版《台灣論風暴》，ISBN 957-801298-5
- 謝雅梅 『台湾論と日本論-日本に来たら見えてきた「台湾と日本」のこと』（取材同行記と対談を含むエッセイ集） ISBN 4893467069
- 東アジア文史哲ネットワーク編 『“小林よしのり「台湾論」”を超えて-台湾への新しい視座』（33名の日・台・中の研究者による批判書） ISBN 4878933895
- 小林善紀&金美齡 『入国拒否-『台湾論』はなぜ焼かれたか』（著者らによる分析） ISBN 4344000951
- 蔡焜燦 『台湾人と日本精神（リップンチェンシン）-日本人よ胸を張りなさい』（第6章で『台湾論』出版の影響と批判の背景が述べられている）（文庫・加筆版） ISBN 978-4094024166
- 許國雄 『台湾と日本がアジアを救う-光は東方より』（『台湾論』には本書の著者の主張を参考としている箇所が方々にある） ISBN 4944219199

### 人物
- 李登輝
- 陳水扁
- 金美齡
- 謝雅梅
- 許文龍
- 蔡焜燦
- 黄昭堂
- 何既明
- 彭榮次
- 黃文雄
- 伊藤潔
- 林建良
- 許國雄
- 鄭春河
- 若林正丈
- 西尾幹二
- 蔣介石
- 蔣經國
- 兒玉源太郎
- 後藤新平
- 明石元二郎
- 河野洋平
- 八田與一

### 其他
- 保安車站
- 奇美博物館

## 外部連結
- 中文版網站（前衛出版社）
- 焦點企劃：《台灣論》風暴　全透視！